# Протеобактерије
Протеобактерије су бактеријски филум који обухвата велики број врста од великог значаја за индустрију, медицину и пољопривреду. У овај тип спадају бактерије азотофиксатори, бактерије коменсали у дигестивном тракту (попут ешерихије), патогене бактерије (салмонела, јерсинија пестис, хеликобактер пилори, рикеције), као и многобројни слободноживећи представници. Због велике разнорсности представника, филум је добио име по грчком морском богу Протеју, који је био способан да мења свој облик.

## Заједничке карактеристике
Протеобактерије су Грам негативне бактерије, око ћелија поседују и спољашњу мембрану изграђену од липополисахарида. Већина је покретна и креће се помоћу бичева или пузећи по подлози (попут миксобактерија). Један мањи број представника је непокретан.

## Класификација протеобактерија
Протеобактерије, група која је издвојена на основу анализа секвенци 16S rRNK, иницијално су подељене у шест поткласа, које тренутно имају статус класа. Називи ових класа дати су додавањем слова грчког алфабета испред назива "протеобактерије": Alphaproteobacteria, Betaproteobacteria, Gammaproteobacteria, Deltaproteobacteria, Epsilonproteobacteria и Zetaproteobacteria. Касније се, ради успостављања монофилетских група у систематици, клада која обухвата род Acidithiobacillus издваја из гама протеобактерија у засебну класу Acidithiobacillia.

## Еколошке и метаболичке групе протеобактерија
Протеобактерије су бројна група која се прилагодила различитим начинима живота и типовима метаболизма. У оквиру ове групе постоје анаеробни и аеробни организми, аутотрофи и хетеротрофи, коменсали, мутуалисти и паразити...

### Ентеробактерије
Ентеробактерије су монофилетска група унутар гама протеобактерија која настањује унутрашњост вишећелијских организама, попут цревног система човека. Све ентеробактерије су штапићастог облика, неспорулишући факултативни анаероби, који су непокретни или се крећу помоћу бичева распоређених по целој површини ћелије. У ову групу спадају бројне значајне бактерије, које могу бити и патогени биљака и животиња. Најпознатији родови су Escherichia, Shigella, Salmonella, Klebsiella, Yersinia, Proteus, Citrobacter.

### Унутарћелијски паразити – рикеције
Рикеције су сутне штапићасте бактерије које су облигатни унутарћелијски паразити. Узрочнице су бројних болести попут тифуса и грозница. Познати родови су  и .

### Слободноживећи аеробни азотофиксатори
Бактерије азотофиксатори насељавају земљиште и водене екосистеме. Ензимом нитрогеназом редукују азот (N2) из ваздуха до амонијака (NH3). У ову еколошки веома значајну групу спадају родови алфа (Azospirillum, Beijerinckia, Derxia), бета (нпр. Azovibrio) и гама протеобактерија (Azotobacter, Azotomonas).

### Фотоаутотрофне пурпурне бактерије
Једна група протеобактерија карактерише се фотоаутотрофним начином исхране путем фотосинтезе. Ове бактерије називају се пурпурним бактеријама или пурпурним протеобактеријама, и не представљају јединствену еволуциону линију. Штавише, припадају у класе алфа, бета или гама протеобактерија. Најпознатији представници су родови Chromatium, Rhodobacter и Rodospirillum.
У ћелијама свих пурпурних бактерија налазе се интрацелуларни мембрански системи, настали инвагинацијама ћелијске мембране. Ови мембрански системи могу бити различитих архитектура, а на њима се налазе фотосинтетски пигменти. Најважнији пигмент је бактериохлорофил, али је присутан и велики број каротеноида. Фотосинтеза код пурпурних бактерија је аноксигена, не користи се кисеоник као донор електрона. Један број пурпурних бактерија користи водоник-сулфид као донор електрона (пурпурне сумпорне бактерије), оксидујући том приликом сулфиде до елементарног сумпора који се складишти на површини ћелије или унутар цитоплазме. Друге пурпурне бактерије не користе водоник-сулфид.

### Бактерије нитрификације
Одређени број хемолитотрофних бактерија које насељавају земљиште и водене екосистеме користе неорганска једињења азота као доноре електрона у свом енергетском метаболизму (хемосинтеза). Бактерије нитрификације спадају у групе алфа, бета и гама протеобактерија.
Сама нитрификација је след оксидо-редукционих процеса којима се амонијак преводи у нитрате. Први корак, оксидација амонијака у нитрите, назива се нитрозификација и врши се у нитрозификујућим или нитритним бактеријама (нпр. род Nitrosomonas). Други корак је оксидација нитрита до нитрата и овај корак се врши у нитрификујућим или нитратним бактеријама попут рода Nitrobacter. Многобројне врсте из ове групе протеобактерија поседују ендомембранске системе налик онима код пурпурних бактерија. У овим мебранским системима налазе се кључни ензими нитрификације: амонијум монооксигеназа и нитрит монооксигеназа.

### Сумпор- и гвожђе-оксидујуће бактерије
Хемолитотрофне бактерије из ове групе могу користити једињења са редукованим сумпором, због чега се називају и сумпорне бактерије. Поједини представници који живе у киселим срединама способни су да оксидују и једињења гвожђа. Најпознатији родови из ове групе протеобактерија су Thiobacillus, Acidithiobacillus, Beggiatoa.

### Водоник-оксидујуће бактерије
Бактерије из ове групе су факултативни хемолитотрофи, који могу живети и хемоорганотрофно. Познати представници су Ralstonia eutropha, Acidovorax facilis, Pseudomonas carboxydovorans, Paracoccus denitrificans. Таксономски спадају у групе алфа, бета и гама протеобактерија.

### Метанотрофне или метанске бактерије
Представници ове групе бактерија оксидују метан и друга органска једињења са једним атомом угљеника. Метан се често ствара у аноксичним природним стаништима попут мочвара, блата и ритова, али и у желуцу преживара и цревима других сисара. Све метанотрофне бактерије су аеробни организми, зато се не могу наћи у аноксичним деловима одговарајућих станишта, већ само у уској зони где метан дифундује у оксигенисане делове станишта. Поједине бактерије из ове групе живе у симбиози са морским сунђерима и шкољкама.
Таксономски, метанотрофне бактерије су алфа или гама протеобактерије. Разлике се уочавају и у метоболизму једињења са једним угљениковим атомом. Код алфа протеобактерија ова једињења се укључују у серински метаболички пут, а код гама протеобактерија у циклус рибулозо-монофосфата. Познати метанотрофни родови су  и .

### Бактерије сирћетне киселине
Ова група алфа протеобактерија обухвата само два рода покретних аеробних штапићастих бактерија, Acetobacter и Gluconobacter. Њихов метаболизам карактерише непотпуна оксидација алкохола и угљених хидрата, која доводи до накупљања органских киселина. Уколико у супстрату има етанола, биће оксидован до сирћетне киселине (отуд и име групи), ако има глукозе, биће оксидована до глуконске киселине, док ће сорбитол бити оксидован до сорбозе. Сорбоза је почетна супстанца у индустријској синтези витамина Ц.
Родови Acetobacter и Gluconobacter се морфолошки разликују по распореду бичева: код првог, бичеви су локализовани на једном полу ћелије, док код другог покривају целу површину ћелије.

### Сулфат- и сумпор-редукујуће бактерије
Бактерије из ове групе насељавају аноксична станишта у којима редукују сулфате и елементарни сумпор до водоник-сулфида. Као доноре електрона користе водоник (H2) или органска једињења попут лактата, ацетата, пирувата и етанола. Познати родови су Desulfovibrio, Desulfobacter и Desulfuromonas.